# Willem Ezerman
Willem Ezerman (Alkmaar, 1 december 1849 - Nijmegen, 20 februari 1925) was een Nederlands organist en beiaardier.
Hij is zoon van organist, muziekmeester Jan Hendrik Anthonie Ezerman en Catharina Sophia Windgetter. Broer Dirk Hendrik Ezerman ging ook de muziek in en diens nageslacht zou tot in de 21e eeuw in de muziek werkzaam zijn. Hijzelf trouwde met Aleida Johanna Stolp. Hij was erelid van de Bachvereniging en jarenlang vicevoorzitter van de Organistenvereniging.
Hij kreeg zijn eerste muzieklessen van zijn vader, die organist was in de Grote Kerk of Sint-Laurenskerk in Alkmaar. Aanvullende lessen in harmonieleer en compositieleer ontving hij van Johannes Gijsbertus Bastiaans in Amsterdam, aldaar kreeg hij ook vioollessen. Vanaf 1871 bespeelde hij het orgel van de Grote kerk in Arnhem. In 1886 nam hij diezelfde functie over van Johannes Bastiaans voor de Grote of Sint-Bavokerk in Haarlem, een functie waarvoor Richard Hol had bedankt. Hij gaf er tot 1912 minstens twee orgelconcerten per week. Hij werd daar opgevolgd door Louis Robert.